# クエスチョニング (セクシャリティおよびジェンダー)
クエスチョニング（英語: Questioning）は生物的な身体に基づく雌雄とは別に、自己のジェンダー(社会的性別）や性同一性、性的指向を探している状態の人々を指す言葉である。

## 概要
クエスチョニングの状態にある人々は、「迷っている」「まだ探している」「様々な理由により自分に社会的分類を当てはめることに対して不安を感じている」などを自覚していることもある。
"Q"の文字は、時にLGBT（L=レズビアン、G=ゲイ、B=バイセクシャル, T=トランスジェンダー）の後に続く語として追加される場合があり、その場合の"Q"は、クエスチョニングまたはクィアのいずれかを指す。さらにLGBTQAと拡張して無性愛（Asexual）を含むこともある。多くのLGBT学生団体や文献などでは、論文やパンフレットなどに「クエスチョニング」を含んでいる。北米のGay–straight alliance groupの例では、学生の全てが自己を分類したり、性の同一性を選ぶことができる訳ではないと説明している。

## 学会の見解や研究成果および公的機関の動き
アメリカ心理学会は「性的指向と同性愛に対する理解を深めるために（For a Better Understanding of Sexual Orientation & Homosexuality）」というパンフレットを発行しており、そこでは「青年期は実験の時期であり、多くの若者は自己の性的な意識に疑問を持つ。性的な意識に気付くことは、通常の青年期の発育過程である。青年期の人は同性愛的な感覚や自己の性的指向に迷いを引き起こすような体験をすることがある。個人によってはこの迷いが原因となり鬱病となるケースもある。」と説明している。
若者によっては社会的な批難（ホモフォビア）を恐れてカミングアウトを避けたり、性的指向を認めたりすることを避ける場合もある。また、自身をレズビアンやゲイ、バイセクシャルなどと認識することで迷いがなくなる場合もある。多くの場合、クエスチョニングの若者は支援を受けることで、満足感を得て生きたり、健康な生活や、通常の思春期の発達過程を歩むことができる。クエスチョニングの若者がいじめや共同絶交および他の抑圧を受けた場合に自殺念慮のリスクがより増えるとされ、また無防備な性交渉やアルコールの過剰摂取や薬物乱用などを行う危険性も高いとの研究もある。クエスチョニングの若者はレズビアンやゲイおよびバイセクシャルの若者と比較して、虐待被害や自殺念慮、アルコールの過剰摂取や薬物乱用のリスクが高く、これは異性愛者やレズビアン、ゲイおよびバイセクシャルからの疎外感に起因している可能性があると考えられている。
性同一性や性的指向の不確実感に関連する不安障害や鬱病は、世界保健機関によるICD-10の「性発達及び方向づけに関連する心理及び行動の障害」の下で性成熟障害として分類されている。自己による性同一性は異常ではなく、上記の分類下にない。また、性的指向や性同一性が抑え込まれた状態や失った状態を示す自我違和的な性指向とも区別されている。

## 思春期とその他の若者
思春期の段階では、アイデンティティが形成され始めるとともに、自分のセクシュアリティやジェンダーを疑問に思うという考えが、それに関連する様々な領域とともに、発生する可能性がある。そして、思春期には、しばしば探求、学習、実験が行われる。自分でアイデンティティを見つけるのに何も問題がない若者もいるが、多くの若者はこの段階で大きな混乱や不確かさを経験する。そして、自分のセクシュアリティや、性的指向、ジェンダー・アイデンティティ、既存の社会規範的なラベルに自分が当てはまるのかどうかを理解するのに問題を抱える可能性がある。研究では、57%の人が11歳から15歳の間に、セクシュアリティやジェンダーに対して疑問を抱いたことが示されている。

## 成人期
性同一性と性的指向には流動性があるため、成人期にもそれを探し求めたり疑問を感じることがある。複数の研究により、18歳から75歳までの成人には、生涯を通じて惹かれる相手や性同一性に変化が認められることが示されている。自身をトランスジェンダーと考える成人およびジェンダー不適合の成人が参加した調査研究では、58.2%の参加者が生涯で惹かれる相手が変わったと報告している。さまざまな性的アイデンティティと性的指向を持つ、ポリアモリーおよびモノガミーな成人からなる参加者を対象とした縦断的研究では、34%の参加者が実験を通じて何らかのセクシュアリティの変化を報告しており、10%強の参加者はコード化された7つの性的アイデンティティのカテゴリー間を移動している。